# Heinrich Joseph Wetzer

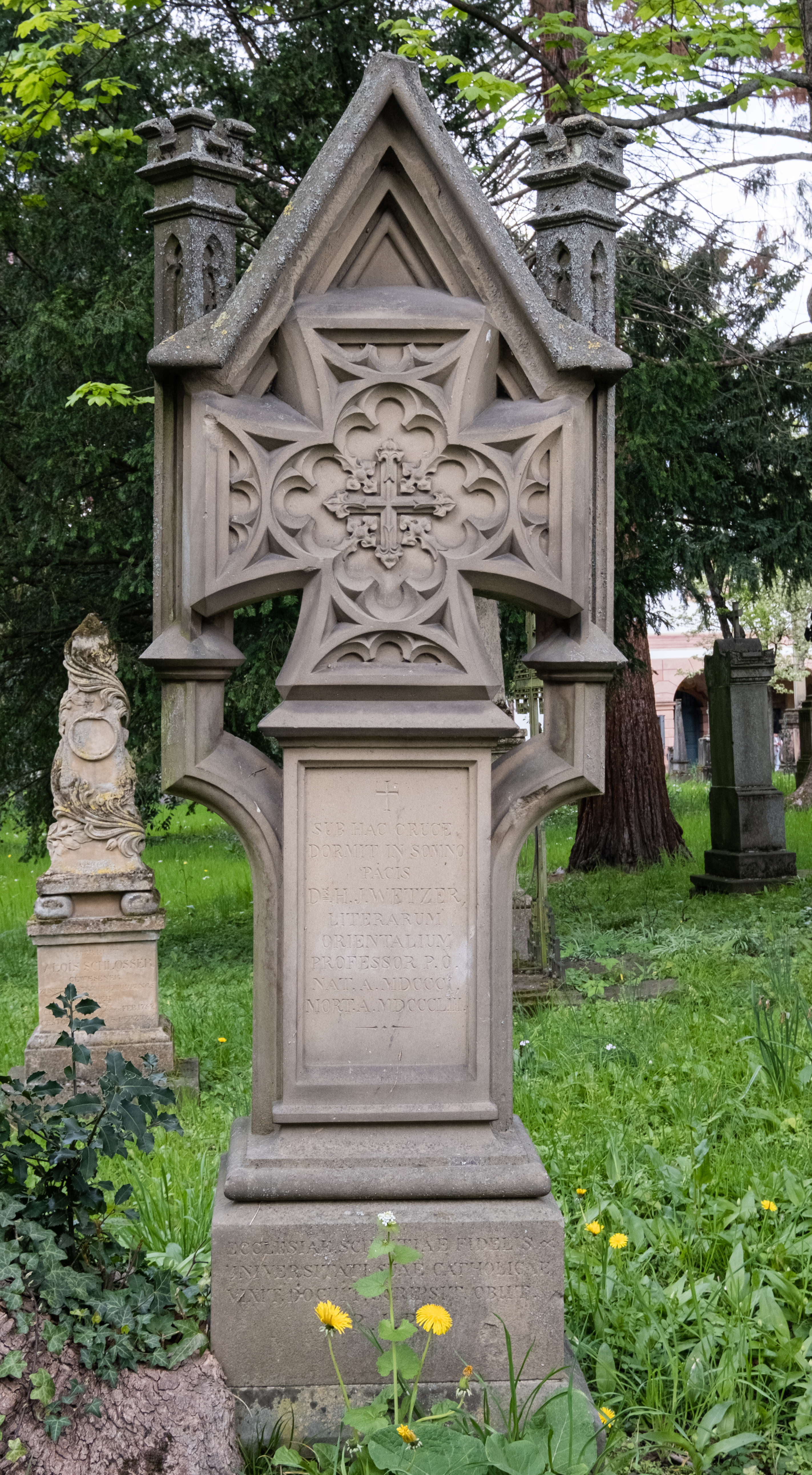
Grabstein auf dem Alten Friedhof in Freiburg

Heinrich Joseph Wetzer (* 19. März 1801 in Anzefahr, in der Landgrafschaft Hessen-Kassel; †  5. November 1853 in Freiburg im Breisgau) war ein deutscher Orientalist. Mit Benedikt Welte gab er die Erstausgabe des Lexikons Wetzer und Welte’s – Kirchenlexikon oder Encyklopädie der katholischen Theologie und ihrer Hilfswissenschaften heraus, für das er die Nomenklatur ausarbeitete und das er redigierte.

## Leben
Heinrich Joseph Wetzer studierte Theologie und orientalische Sprachen an den Universitäten von Marburg (1820–1823), von Tübingen (1823) und von Freiburg (1824) und graduierte als Doktor der Theologie und Philosophie in Freiburg 1824. Seine Studien des Arabischen, des Persischen und des Syrischen setzte er für achtzehn Monate an der Universität von Paris, unter den Orientalisten Silvestre de Sacy und Étienne Marc Quatremère fort. Dabei entdeckte er an der königlichen Bibliothek von Paris ein arabisches Manuskript, welches die Geschichte der koptischen Christen in Ägypten von ihrem Ursprung bis zum vierzehnten Jahrhundert enthält.
Ab 1825 forschte er zum Konflikt zwischen dem Arianismus und der katholischen Kirche im vierten Jahrhundert. Von diesen Forschungen wurde jedoch nur ein kleiner Teil abgeschlossen und im Jahre 1827 unter dem Titel Restitutio verae chronologiae rerum ex controversiis Arianis, inde ab anno 325 usque ad annum 350 exortarum… 1827 in Frankfurt veröffentlicht. 
1828 wurde er außerordentlicher Professor, im Jahre 1830 Universitätsprofessor für orientalische Philologie an der Albert-Ludwigs-Universität Freiburg. 1844 veröffentlichte er anonym das Buch Die Universität Freiburg nach ihrem Ursprunge … Sein Interesse am Erhalt des katholischen Charakters von Freiburg, das als katholische Universität gegründet und weiterentwickelt werden sollte, führte zur Ablehnung durch protestantische Professoren, die 1846 die Mehrheit der Lehrstühle innehatten und ihn von allen akademischen Ämtern ausschlossen. 1850 wurde er zum Hauptbibliothekar der Hochschulbibliothek ernannt. Diese Position hatte Wetzer bereits von 1843 bis 1846 für den erkrankten Heinrich Amann kommissarisch übernommen.

## Schriften
- Restitutio verae chronologiae rerum ex controversiis Arianis inde ab anno 325 usque ad annum 350 exortarum contra chronologiam Nodie receptam exhibita una cum Specimine historiae Coptorum. Brönner, Frankfurt am Main 1827.
- Taki-eddini Makrizii Historia Coptorum Christianorum in Aegypto Arabice. Johann Esaias von Seidel, Sulzbach 1828.
- Die Universität Freiburg nach ihrem Ursprunge, ihrem Zwecke, ihren Mitteln und Studienstiftungsfonds, ihrer Eigenschaft als geistliche Corporation und fromme Stiftung, ihrer Organisation, ihren Instituten, und nach den kirchen- und staatsrechtlichen Garantien ihres Fortbestandes. Herder, Freiburg im Breisgau 1844.
- als Herausgeber (mit Benedikt Welte): Kirchen-Lexikon oder Encyclopädie der katholischen Theologie und ihrer Hilfswissenschaften, 12 Bände. Herder, Freiburg im Breisgau 1847–1860.